# Gastronomia d'Algèria
La gastronomia d'Algèria és la gastronomia tradicional pròpia d'Algèria. És una gastronomia influenciada per la gastronomia mediterrània tradicional, pels costums de la religió musulmana i per la gastronomia de França (vegeu gastronomia peu-negre). Està lligada als productes de la terra algeriana i ofereix diferents plats segons el lloc, és a dir les zones urbanes o rurals per una banda, i la costa o les zones muntanyoses o àrides del vast interior algerià per l'altra.

## Característiques

El merguez, una salsitxa de carn de xai

Per una banda la cuina algeriana és una cuina mediterrània, amb ingredients molts similars als de la península Ibèrica segons l'estació. Encara que algunes de les preparacions siguin diferents a causa de les influències tradicionals locals, hi ha plats comuns que són fàcils de reconèixer.
L'especialitat algeriana és el xai a la brasa (mexui). En totes les celebracions familiars i populars és tradicional preparar el xai com a plat central.
Entre els plats algerians més coneguts cal mencionar el cuscús, la xorba (sopa de xai, amb tomàquet i fideus), la xakhxukha (chakchouka o tchoutchouka), un plat similar a una xamfaina amb ous, guisat de trossos de torta, carn, verdures i cigrons, d'origen Xaoui, el berkoukes (cuscús de grans gruixuts amb llegums i carn), la karantita, el mthewem, la chtitha, el mderbel, la dolma i el brik o bourek (com una torta fina), entre d'altres.
El merguez, salsitxa picant de xai, és originari de l'Algèria.

## Dolços

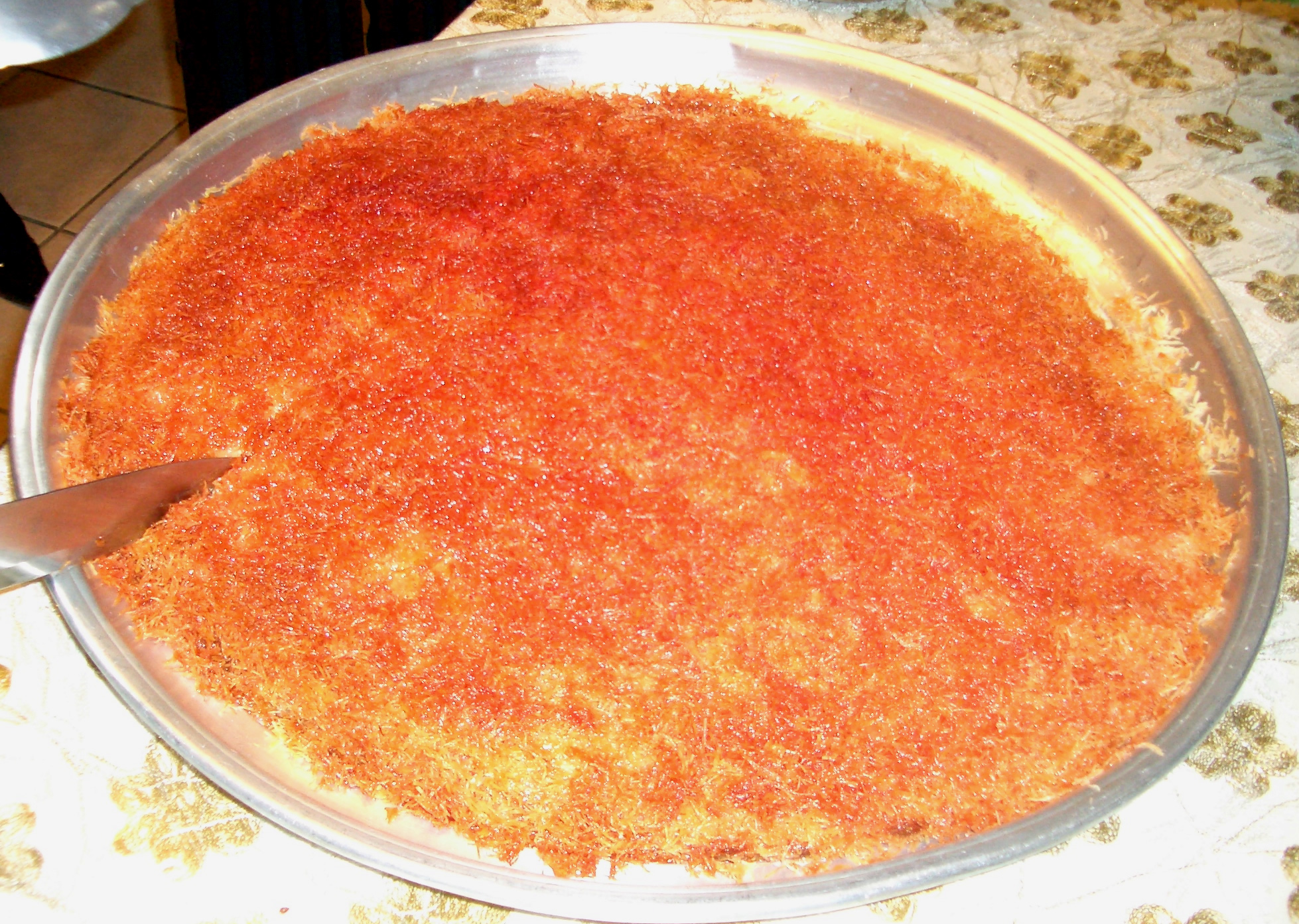
Kanafeh, un dolç a base de fideus.

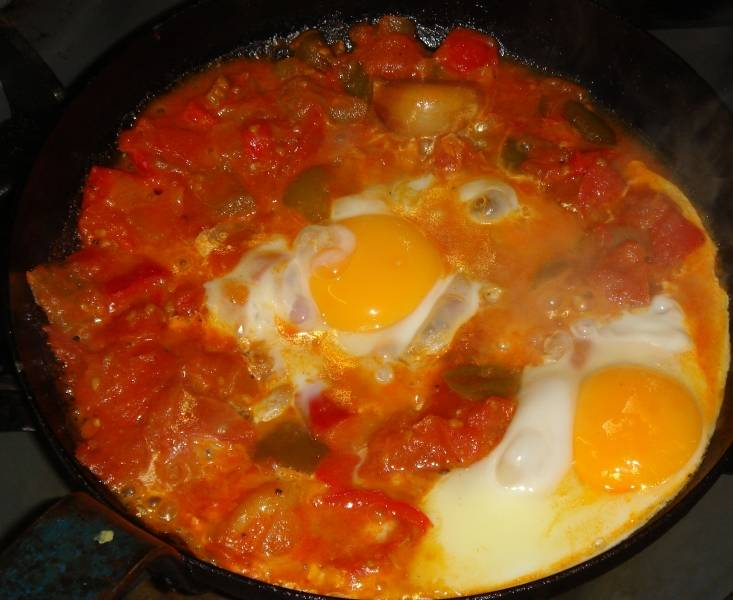
La Shakshuka.

Els postres i pastissos són en general molt dolços. Entre els més importants cal esmentar els baghrir, khfaf, tcharak, mchewek, dziriette, knidelette, kalb el louz, zlabia (dolç fregit i banyat en xarop), aarayech, macrud, ghroubiya i mghergchette.
El kesra és una mena de blini que es pot menjar amb melmelada o mel per esmorzar o berenar. Als naixements és tradicional servir unes farinetes molt riques amb mantega i mel que s'anomenen tamina.